# Hapoel Ironi Kiryat Shmona Football Club
O Hapoel Ironi Kiryat Shmona Football Club - em hebraico: מועדון כדורגל פועל עירוני קרית שמונה - , conhecido por Ironi Kiryat Shmona, é um clube de futebol da cidade de Kiryat Shmona, em Israel.
Fundado em 2000, possui as cores azul e branco, e manda suas partidas no Estádio Municipal de Kiryat Shmona, ou Ironi Stadium, com capacidade para 5.300 torcedores.

## Títulos

### Torneios nacionais
- Antiga Liga Leumit/Ligat ha'Al (1): 2011/12.
- Copa Totto: 2010/2011, 2011/2012.

## Treinadores
- Beni Tabak (Julho de 2001-Maio de 2002)
- Eli Cohen (Dezembro de 2008-Abril de 2009)
- Ran Ben Shimon (Abril de 2009-Maio de 2012)
- Gili Landau (desde Maio de 2012)